# Sophonia flava
Sophonia flava är en insektsart som beskrevs av Cai och He. Sophonia flava ingår i släktet Sophonia och familjen dvärgstritar. Inga underarter finns listade i Catalogue of Life.